# Arisaema polyphyllum
Arisaema polyphyllum là một loài thực vật có hoa trong họ Ráy (Araceae). Loài này được (Blanco) Merr. mô tả khoa học đầu tiên năm 1905.